# Гоголєв Іван Миколайович
Гоголєв Іван Миколайович (*24 серпня 1919, м. Бор Борського району Нижегородської області, Росія — † 10 травня 1996) — український учений у галузі ґрунтознавства й агрохімії. Доктор географічних наук, професор.

## Біографія
Батько — Гоголєв Микола Іванович — був юристом. 1921 батько помер і раннє дитинство Івана і його брата Льва пройшло в сім'ї діда Івана Миколайовича, який був великим підприємцем — володів заводом з виробництва тари та баржами «Окаръ» і «Волгаръ», які ходили по Волзі ще в роки Другої світової війни. Після втрати дідового майна внаслідок діяльності більшовиків синів виховувала мати — Софія Володимирівна — агроном за фахом. Шкільні роки пройшли на Північному Кавказі.
1937 закінчив середню школу в м. П'ятигорську і вступив до Московської сільськогосподарської академії ім. К. А. Тімірязєва.
1942 закінчив навчання і отримав диплом (з відзнакою) зі спеціальності «агрохімія і ґрунтознавство».
Добровольцем пішов на фронт, був тричі поранений. Закінчення Другої світової війни застало його у Львові. Тут молодого випускника військово-піхотного училища призначили на посаду викладача фізкультури 58-го окремого полку резерву офіцерського складу і навіть був тренером з гімнастики (у нього тренувався видатний гімнаст Віктор Чукарін — чемпіон світу і Олімпійських ігор). З вересня 1945 працював старшим викладачем фізкультури військової кафедри Львівського політехнічного інституту. У липні 1946 мобілізувався з рядів Радянської Армії і почав працювати старшим лаборантом кафедри агрономії і ґрунтознавства того ж інституту.
З 1 січня 1947 після створення Львівського сільськогосподарського інституту працював асистентом кафедри агрохімії і ґрунтознавства.
Наукова діяльність розпочав 1947 вивченням ґрунтового покриву території державних сортодільниць. За матеріалами цих обстежень 1951 захистив кандидатську дисертацію «Темнозабарвлені (рендзинні) ґрунти західних областей України» в Московській сільськогосподарській академії ім. К. А. Тімірязєва. Вже тоді опоненти відзначили неординарність трактування ґенези і властивостей цих специфічних ґрунтів західних областей України. Актуальність, наукова новизна і практична значущість цієї праці збереглися дотепер.
З 1955 працює на посаді доцента кафедри фізичної географії Львівського університету імені Івана Франка, де пройшов один з найбільш плідних періодів його наукової і організаційної діяльності (до 1967). 1957 створив в університеті ґрунтову експедицію, яка започаткувала великомасштабні обстеження та картографування ґрунтів України, Російської Федерації, цілинних земель Північного та Центрального Казахстану. Завдяки організаторському талантові Івана Миколайовича ґрунтова експедиція стала однією з найбільших в колишньому Радянському Союзі. 
Фундаментальні дослідження розпочав Іван Гоголєв у Карпатському регіоні. Детальні й досконалі матеріали польових, лабораторних дослідно-експериментальних досліджень стали основою написання докторської дисертації «Бурі гірсько-лісові ґрунти Українських Карпат», яку успішно захистив 1965 в Москві у Ґрунтовому інституті імені В. В. Докучаєва.
1963 організував Всесоюзну нараду з ґенези, класифікації і оцінки ґрунтів Українських Карпат.
1966 ВАК присвоїла І. М. Гоголєву ступінь доктора сільськогосподарських наук, а 1968 — вчене звання професора кафедри ґрунтознавства і географії ґрунтів.
1967 ректор Одеського державного університету імені Іллі Мечникова професор О. І. Юрженко запросив молодого доктора наук на посаду професора. Іван Миколайович переїхав до Одеси разом з дружиною О. М. Анастасьєвою і двома молодшими синами — Михайлом і Андрієм. Завідував ним же відкритою кафедрою ґрунтознавства і географії ґрунтів на геолого-географічному факультеті університету. Того ж року при кафедрі організовано ґрунтознавчу експедицію, яка протягом двадцяти років проводила великомасштабні обстеження і картографування ґрунтового покриву України, Сибіру, Забайкалля, Центрального Казахстану.
1971 при кафедрі ґрунтознавства і географії ґрунтів створено Проблемну науково-дослідну лабораторію географії та охорони ґрунтів чорноземної зони, незмінним науковим керівником якої був професор І. М. Гоголєв.
1995 перейшов на посаду професора кафедри.
Іван Миколайович був чудовим батьком: усіх чотирьох дітей «вивів у люди», вони змогли здобути вищу освіту, досягти успіхів у науці. Найстарша дочка, Ірина, стала доктором хімічних наук, син Микола був інженером, Михайло — гідрогеолог, кандидат геолого-мінералогічних наук, Андрій — кандидат біологічних наук.
В останні роки життя Івана Миколайовича почало турбувати серце, і він відважився на запропоновану лікарями операцію, яку провели невдало в Московському інституті серцево-судинної хірургії ім. А. К. Бакулова АМН Російської Федерації. Двомісячна боротьба за життя завершилася 10 травня 1996.
Похований Іван Миколайович Гоголєв в Одесі на другому християнському кладовищі.

## Наукова діяльність
Професор І. М. Гоголєв створив свою наукову школу в Львові й Одесі, з якої виросли 3 доктори наук (Р. А. Баєр, Є. Н. Красєха, С. П. Позняк) і 10 кандидатів наук (З. В. Проскура, Я. М. Біланчин, І. М. Волошин, С. П. Позняк, Г. С. Сухорукова, Є. Н. Красєха, О. А. Грибський, А. І. Кривульченко, Пранеш Кумар Саха, Т. Н. Хохленко).
1992 вийшла в світ монографія за науковою редакцією професора І. М. Гоголєва «Зрошення на Одещині», яка стала узагальненням наукового і виробничого досвіду зрошення ґрунтів у Одеській області за тридцять років.
Під керівництвом професора було налагоджено активне міжнародне співробітництво кафедри ґрунтознавства і географії ґрунтів, розроблено спільний проект у галузі охорони ґрунтів з Технічним університетом Берліна. На кошти, одержані по гранту INTAS (позадержавної організації Європейського співтовариства), він організував Український національний центр Міжнародної мережі в галузі зрошення і дренажу (IPTRID Network).
Іван Миколайович Гоголєв був почесним членом Всесоюзної спілки ґрунтознавців, членом Європейської спілки охорони ґрунтів, експертом і багаторічним керівником проблемної комісії Південного наукового центру НАН України.
На кожній посаді: завідувача кафедри і наукового керівника проблемної лабораторії, голови Одеського відділення Українського товариства ґрунтознавців і агрохіміків, першого заступника голови цього товариства, члена низки проблемних, методичних, експертних комісій України, міжнародних організацій — Іван Миколайович відзначався умінням працювати з людьми, діловитістю, принциповістю, високим професіоналізмом.
До останніх днів Іван Миколайович вів активне життя, творчо працював: керував науковою роботою кафедри, виїжджав у поле, читав лекції, керував аспірантами, працював над статтями, виступав на спецрадах як опонент із захисту дисертацій. Йому належить понад 200 наукових праць і рекомендацій виробництву.

## Нагороди
Професор І. М. Гоголєв нагороджений орденами, бойовими і ювілейними медалями, срібною медаллю ВДНГ СРСР, Почесною грамотою Міністерства сільського господарства Російської Федерації за дослідження ґрунтів Сибіру, медаллю «За освоєння цілини».